# Valentine Green
Valentine Green, född 3 oktober 1739, död 29 juli 1813, var en brittisk grafiker.
Green anses som en av de främsta representanterna för mezzotinttekniken i Storbritannien. Han utförde ett betydande antal stick efter målningar av Benjamin West och enstaka blad efter andra mästare som Rubens, Anthonis van Dyck och Joshua Reynolds.